# Douglas Smith (scrittore)
Douglas Smith (...) è un autore di fantascienza canadese.
Ha vinto per tre volte il premio Aurora, uno dei principali premi di fantascienza e fantasy del Canada.
Fa parte di una nuova generazione di scrittori canadesi (di cui il più noto esponente è Robert J. Sawyer) che si stanno gradualmente scoprendo anche in Italia. Ha scritto per lo più racconti. Il suo primo romanzo, The wolf at the end of the world, è stato pubblicato nel 2013. Il suo esordio in Italia è avvenuto con la pubblicazione del racconto Scream Angel nella rivista Robot n.46 di Delos Books.
Nell'ottobre 2005, sempre la Delos, ha pubblicato un altro suo racconto, Verso l'illuminazione (Enlightenment), ambientato nello stesso angosciante universo che fa da sfondo a Scream Angel.
Nel 2010, è stato girato un cortometraggio tratto dal suo racconto By Her Hand, She Draws You Down. Il cortometraggio ha vinto numerosi premi.

## Opere principali
- The wolf at the end of the world (2013): romanzo del genere "Urban Fantasy", è incentrato sulla battaglia tra gli Heroka (hanno le sembianze umane ma con il potere del loro animale "totem") contro Tainchel (l'agenzia che ha il compito di combatterli).
- Chimerascope (2010): raccolta di 16 racconti
- Impossibilia (2008): raccolta di 3 racconti

## Edizioni italiane
- Scream Angel, trad. Elisabetta Vernier in Robot 46, Delos Books
- Spirit Dance, trad. Francesco Lato in Robot 57, Delos Books ISBN 9788889096956

## Riconoscimenti
- Aurora Award
  - 2013 – The Walker of the Shifting Borderland (vincitore)
  - 2011 – CHIMERASCOPE (collection) (finalista)
  - 2010 – Radio Nowhere (finalista)
  - 2009 – IMPOSSIBILIA (collection) (finalista)
  - 2008 – The Dancer at the Red Door (finalista)
  - 2006 – Going Harvey in the Big House (finalista)
  - 2005 – Enlightenment (finalista)
  - 2004 – Scream Angel (vincitore)
  - 2001 – Spirit Dance (vincitore)
- CBC Bookies Awards
  - 2011 – CHIMERASCOPE (finalista)